# Killing Me Softly (film)
Killing Me Softly är en film från 2002 i regi av Chen Kaige. I huvudrollerna ses Heather Graham och Joseph Fiennes. Filmen är byggd på romanen Du tillhör mig av Nicci French, men handlingen avviker något från romanens.

## Handling
Alice (Heather Graham) är en dag på väg till jobbet, när hon möter Adam (Joseph Fiennes). Det blir genast förälskade, och hon bestämmer sig för att lämna sin pojkvän för Adam. De gifter sig och är väldigt lyckliga, han visar henne en helt ny värld av sex. Men Alice får hotbrev från någon okänd. Hon blir osäker på om Adam verkligen är den han utger sig för att vara. Hon luskar bakom hans rygg och hittar en massa saker som gör henne ännu mer osäker. Men det visar sig att Adams syster Deborah (Natascha McElhone) är besatt av sin egen bror.

## Rollista
| Heather Graham    | – Alice                 |
| Joseph Fiennes    | – Adam Tallis           |
| Natascha McElhone | – Deborah               |
| Ulrich Thomsen    | – Klaus                 |
| Ian Hart          | – Senior Police Officer |
| Jason Hughes      | – Jake                  |
| Kika Markham      | – Mrs. Blanchard        |
| Amy Robbins       | – Sylvie                |
| Yasmin Bannerman  | – Joanna Noble          |
| Rebecca Palmer    | – Michelle Stowe        |